# Magdeburger Straßen/M
Nachfolgend werden Bedeutungen und Umstände der Namengebung von Magdeburger Straßen und ihre Geschichte aufgezeigt. Aktuell gültige Straßenbezeichnungen sind in Fettschrift angegeben, nach Umbenennung oder Überbauung nicht mehr gültige Bezeichnungen in Kursivschrift. Soweit möglich werden auch bestehende oder ehemalige Institutionen, Denkmäler, besondere Bauten oder bekannte Bewohnerinnen und Bewohner aufgeführt.
Die Liste erhebt zunächst noch keinen Anspruch auf Vollständigkeit.
Maaßstraße; Stadtteil Ottersleben; PLZ 39116
Heute:?
Diese Straße war möglicherweise nach dem Botaniker und Heimatforscher Gustav Friedrich Hermann Maass benannt.
Magdalenenberg; Stadtteil Altstadt; PLZ 39104
Vormals: Lazarettberg (bis 1853)
Heute: unbenannt
Bis 1720 lässt sich für die Erhebung am Ufer der Elbe kein Name nachweisen. Bereits seit dem 13. Jahrhundert bestand jedoch in unmittelbarer Nachbarschaft das Kloster Mariae Magdalenae. 1722 wurde auf Veranlassung des Gouverneurs Fürst Leopold von Anhalt-Dessau auf der östlichen Seite des Bergs in der alten Klosterkirche ein Lazarett eingerichtet, worauf die Benennung als Lazarettberg beruhte. Später wurde das Militärlazarett zum Domplatz 6 verlegt. Die alte Bebauung wurde 1848 abgerissen. Anknüpfend an das seit 1687 im ehemaligen Kloster bestehenden Magdalenenstift und die in der Nähe befindliche Magdalenenkapelle trug die Straße seit 1853 die Bezeichnung Magdalenenberg.
Im Zuge des sich nicht an die gewachsene Stadtstruktur haltenden sozialistischen Wiederaufbaus der Stadt nach den Zerstörungen des Zweiten Weltkrieges verschwand die Straßenbezeichnung. An selber Stelle besteht aber auch heute noch ein Fußweg, nämlich zwischen Stephansbrücke und Knochenhauerufer in direkter Verlängerung der heutigen Julius-Bremer-Straße in Richtung Elbe.
Magdeburger Chaussee; Stadtteil Alt Olvenstedt; PLZ 39130, (damals 3108 Olvenstedt, Kreis Wolmirstedt)
Diese Straße hieß zu einem Zeitpunkt, zu dem Olvenstedt noch nicht zu Magdeburg gehörte, nach dieser östlich des Dorfes gelegenen Großstadt.
Heute: Seit der Eingemeindung Olvenstedts zur Stadt Magdeburg trägt sie den Namen Olvenstedter Chaussee.

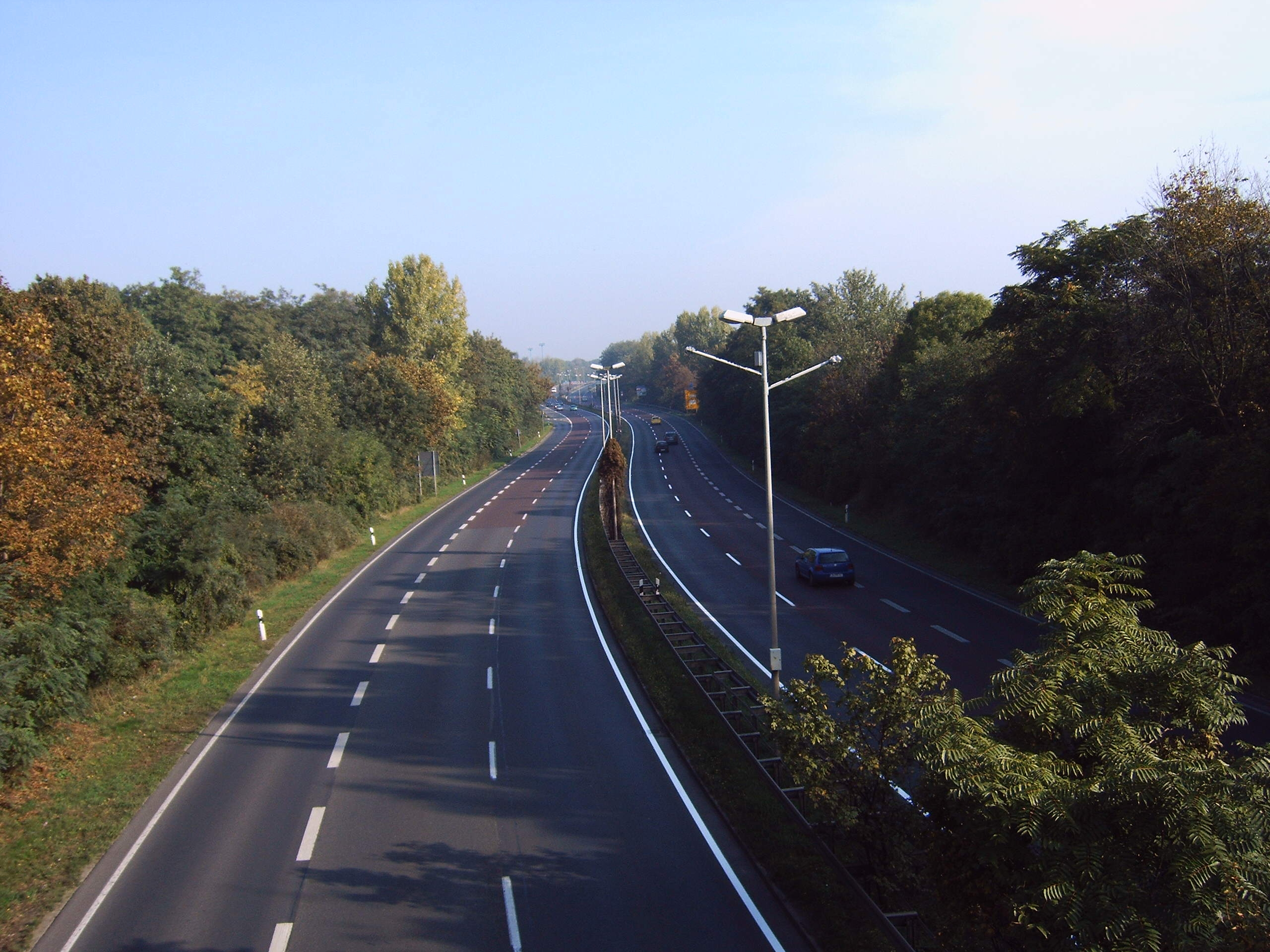
Magdeburger Ring

Magdeburger Ring; Stadtteile Sülzegrund, Kannenstieg, Neustädter See, Neue Neustadt, Neustädter Feld, Nordwest, Alte Neustadt, Stadtfeld Ost, Altstadt, Sudenburg, Leipziger Straße, Lemsdorf, Reform, Ottersleben und Beyendorfer Grund; PLZ 39128, 39126, 39124, 39106, 39108, 39104, 39112, 39118, 39116
Der Magdeburger Ring ist die in den 1970er-Jahren gebaute Stadtautobahn der Stadt und durchzieht das westlich der Elbe gelegene Stadtgebiet von Nord nach Süd. Dabei wird die Innenstadt an der Westseite tangiert, woher der im Volksmund auch gebräuchliche Name Tangente oder Westtangente herrührt. Die Bezeichnung „Ring“ ist historischen Ursprungs. Bereits im 19. Jahrhundert existierte eine Ringstraße die als eine Art frühe Ortsumgehung westlich der Festungsanlagen in einem Halbkreis um die Stadt führte. Teile dieser alten Straßenführung sind noch vorhanden. Die Namen dieser, zum Teil durch den Magdeburger Ring und Eisenbahnstrecken durchschnittenen Straßen, tragen die Bezeichnung ...ring. So der Sachsenring, Adelheidring, Editharing, Kaiser-Otto-Ring und Hohenstaufenring.
Magdeburger Straße; Stadtteil Alt Olvenstedt; PLZ 39130
Heute: Bestandteil der Olvenstedter Chaussee (siehe Magdeburger Chaussee)
Diese Straße hieß zu einem Zeitpunkt, zu dem Olvenstedt noch nicht zu Magdeburg gehörte, nach dieser östlich des Dorfes gelegenen Großstadt.
Magdeburger Straße; Stadtteil Diesdorf; PLZ 39110
Heute:?
Diese Straße war nach der östlich von Diesdorf gelegenen Stadt Magdeburg benannt.
Magdeburger Straße; Stadtteil Ottersleben; PLZ 39116
Diese Straße führte vom Ortskern des Dorfes Ottersleben in Richtung Magdeburg und dürfte daher diesen Namen erhalten haben.
Mahrenholtzstraße; Stadtteil Fermersleben; PLZ 39122
Der Name der Straße dürfte an die Familie Mahrenholtz erinnern, die seit dem Mittelalter eine bestimmende Rolle in Fermersleben innehatte. Sie betrieb, neben der Familie Förster, als Freibauern einen der beiden Sattelhöfe des Orts und war somit zu berittenem Kriegsdienst verpflichtet. Der noch heute erhaltene Hof der Familie befindet sich in der Nähe der Martin-Gallus-Kirche (Mansfelder Straße 20). Auf dem Friedhof der Kirche befinden sich noch acht alte Grabsteine der Familie Mahrenholtz.
Maienhof; Stadtteil Reform; PLZ 39118
 ?
Maikäferweg; Stadtteil Hopfengarten; PLZ 39120
Benannt nach der Gattung der Insekten Maikäfer.
Maikowskistraße; Stadtteil Alt Olvenstedt; PLZ 39130
Heute:?
Diese Straße war in der Zeit des Nationalsozialismus nach dem 1933 am Tag der Machtergreifung erschossenen SA-Mann Hans Maikowski benannt.
Majakowskistraße; Stadtteil Stadtfeld Ost; PLZ 39108
Vormals: Elbinger Straße
Heute: Fritz-Reuter-Straße
Die Straße war in der Zeit der DDR nach dem russischen Dichter Wladimir Wladimirowitsch Majakowski benannt.
Malmedyer Straße; Stadtteil Neue Neustadt; PLZ 39124
Heute: Siedlerweg
Diese Straße war nach der im heutigen östlichen Belgien gelegenen Stadt Malmedy benannt. In der Zeit der DDR wurde sie umbenannt. Namen von Orten, aus denen die deutsche Bevölkerung nach dem Zweiten Weltkrieg vertrieben worden war oder die wie Malmedy nicht mehr zu Deutschland gehörten, sollten nicht mehr erscheinen.
Mälzerstraße; Stadtteil Brückfeld; PLZ 39114
 ?
Mansfelder Straße; Stadtteil Fermersleben; PLZ 39122
Benannt nach der westlich von Hettstedt in Sachsen-Anhalt gelegenen Stadt Mansfeld.
Institutionen, Bauwerke, Denkmäler:
- Haus Nr. 20, Mahrenholzhof, Gutshaus der Familie Mahrenholz, Gutshaus erbaut 1695, einbezogener Wohnturm erbaut um 1530, 1916 Einbau eines Kinos mit 347 Sitzen.

Marderweg; Stadtteil Hopfengarten; PLZ 39120
Vormals: Trautenauer Straße
Diese Straße ist der Familie der Säugetiere Marder benannt.
Margarethenstraße; Stadtteil Altstadt; PLZ 39104
Der Name der Straße dürfte auf die Heilige Margareta von Antiochia zurückgehen. In der Nähe der Straße befand sich die Sankt-Katharinen-Kirche die zeitweise auch der Heiligen Margarethe geweiht war. So gab es unweit dieser Kirche sowohl eine Katharinenstraße als auch die Margarethenstraße.
Margeritenweg; Stadtteil Barleber See; PLZ 39126
Benannt nach der Pflanzengattung Margeriten.
Maria-Kühne-Straße; Stadtteil Neustädter Feld; PLZ 39128
Heute: Rollestraße
Diese Straße war in der Zeit der DDR nach der kommunistischen Widerstandskämpferin gegen den Nationalsozialismus Maria Kühne benannt.
Maria-Neide-Straße; Stadtteil Hopfengarten; PLZ 39120
Diese Straße wurde nach der 1831 im Kampf gegen eine Cholera-Epidemie verstorbene Krankenschwester Maria Neide benannt.
Mariannenstraße; Stadtteil Fermersleben; PLZ 39122
 ?
Marienbader Straße; Stadtteil Hopfengarten; PLZ 39120
Heute: Bienenweg
Diese Straße war nach der bei Eger im heutigen westlichen Tschechien gelegenen Stadt Marienbad benannt. In der Zeit der DDR wurde sie umbenannt. Namen von Orten, aus denen die deutsche Bevölkerung nach dem Zweiten Weltkrieg vertrieben worden war oder die nicht mehr zu Deutschland gehörten, sollten nicht mehr erscheinen.
Marienborner Straße; Stadtteil Stadtfeld West; PLZ 39110
Diese Straße wurde nach dem östlich von Helmstedt in Sachsen-Anhalt gelegenen Dorf Marienborn benannt.
Marienburger Straße; Stadtteil Salbke; PLZ 39122
Heute: Greifenhagener Straße
 ?
Marienstraße; Stadtteil Leipziger Straße; PLZ 39112
Die Straße war durch Otto und den Holzhändler Zahn angelegt worden. Auf Wunsch Ottos wurde die Straße nach dem Vornamen seiner Frau, Marie Otto, benannt.
Institutionen, Bauwerke, Denkmäler:
- Haus Nr. 20, SKET ehemaliges Friedrich Krupp AG Grusonwerk, Industriearchitektur, zum Teil aus der Gründerzeit.

Markgrafenstraße; Stadtteil Werder; PLZ 39114
 ?
Marktbreite; Stadtteil Neu Olvenstedt; PLZ 39130
 ?
Marschweg; Stadtteil Neue Neustadt; PLZ 39124
 ?
Marstallstraße; Stadtteil Altstadt; PLZ 39104
Vormals:
- Knochenhauerstraße (Nördlicher Teil zwischen Dreiengelstraße und Schrotdorfertor) (seit 1685)
- Kutschenführerstraße (Nördlicher Teil zwischen Dreiengelstraße und Schrotdorfertor)
- Kutscherstraße (Nördlicher Teil zwischen Dreiengelstraße und Schrotdorfertor)

Heute:
- Max-Otten-Straße

Der Name ging auf den hier einmal befindlichen städtischen Marstall zurück.
Marsweg; Stadtteil Reform; PLZ 39118
Diese Straße ist nach dem Planeten Mars benannt. Wie viele Straßen in der näheren Umgebung wurde sie nach einem Himmelskörper benannt.
Martha-Brautsch-Straße; Stadtteil Sudenburg; PLZ 39116
Heute: Fabriciusstraße
Diese Straße war in der Zeit der DDR nach der Widerstandskämpferin gegen den Nationalsozialismus Martha Brautsch benannt.
Martin-Agricola-Straße; Stadtteil Stadtfeld Ost; PLZ 39108
Vormals: Reinhold-Götze-Straße
Benannt nach dem Musiktheoretiker und Komponisten der Renaissance Martin Agricola.
Martin-Andersen-Nexö-Straße; Stadtteil Stadtfeld Ost; PLZ 39108
Diese Straße wurde nach dem 1954 in Dresden verstorbenen dänischen Schriftsteller Martin Andersen Nexø benannt.
Martin-Gallus-Weg; Stadtteil Fermersleben; PLZ 39122
Martin Gallus, nach dem diese Straße benannt wurde, war der erste evangelische Prediger für Fermersleben und Buckau.
Martin-Rosenburg-Straße; Stadtteil Stadtfeld Ost; PLZ 39108
Vormals: Friedrich-Naumann-Straße (bis 1938)
Heute: Friedrich-Naumann-Straße
Diese Straße war in der Zeit des Nationalsozialismus nach dem am 9. Oktober 1937 in Magdeburg verstorbenen Mitglied der NSDAP Martin Rosenburg benannt.
Martinsplatz; Stadtteil Alte Neustadt; PLZ 39106
Mit Beschluss des Stadtrates vom 9. Februar 2006 wurde die neugestaltete Freifläche Rogätzer Straße / Ecke Salzwedler Straße nach der einmal in der Nähe befindlichen Martinskirche benannt. Der Vorschlag der Stadtverwaltung, der auf einem Vorschlag der Arbeitsgruppe Gemeinwesenarbeit Alte Neustadt und des Vorhabenträgers beruhte, sah die Benennung als Sankt-Martin-Platz oder St.-Martin-Platz vor. Per Änderungsantrag wies Stadtrat Wolfgang Wähnelt (Bündnis 90/Die Grünen) darauf hin, dass die Benennung der ehemaligen Kirche und der noch bestehenden evangelischen Kirchgemeinde nicht auf den Heiligen Sankt Martin, sondern auf den Reformator Martin Luther zurückging. Der Vorschlag der Arbeitsgruppe sei dementsprechend auch Martinsplatz gewesen. Der Stadtrat folgte diesem Änderungsantrag.
Martinstraße; Stadtteil Buckau; PLZ 39104
Diese Straße wurde nach dem Schöppen Martin Heinecke benannt. Andere Quellen gingen in der Vergangenheit jedoch von Martin Luther als Namenspatron aus.
Bekannte Personen, die hier lebten:
- Wilhelm Klees, sozialdemokratischer Politiker, lebte zumindest um 1914 und 1916 im Erdgeschoss des Hauses Nr. 10.

Massaiweg; Stadtteil Neustädter Feld; PLZ 39128
Heute: Ringfurther Weg
Diese Straße war nach dem afrikanischen Hirtenvolk Massai benannt, die auch im Gebiet ehemaliger deutscher Kolonien leben. Mehrere Straßen dieses Wohngebiets trugen in der Zeit des Nationalsozialismus Bezeichnungen aus der Kolonialzeit.
Masurenring; Stadtteil Stadtfeld West; PLZ 39110
Die Straße wurde nach der ostpreußischen Landschaft Masuren benannt.
Materlikstraße; Stadtteil Altstadt; PLZ 39104
Vormals: Fürstenstraße
1948 benannt nach dem Widerstandskämpfer gegen den Nationalsozialismus Hubert Materlik.
Matthiasstraße; Stadtteil Salbke; PLZ 39122
 ?
Matthissonstraße; Stadtteil Stadtfeld Ost; PLZ 39108
Diese Straße wurde nach dem 1761 in Hohendodeleben bei Magdeburg geborenen Schriftsteller Friedrich von Matthisson benannt.
Maulbeerweg; Stadtteil Ottersleben; PLZ 39116
Benannt nach der Pflanzengattung der Maulbeeren.

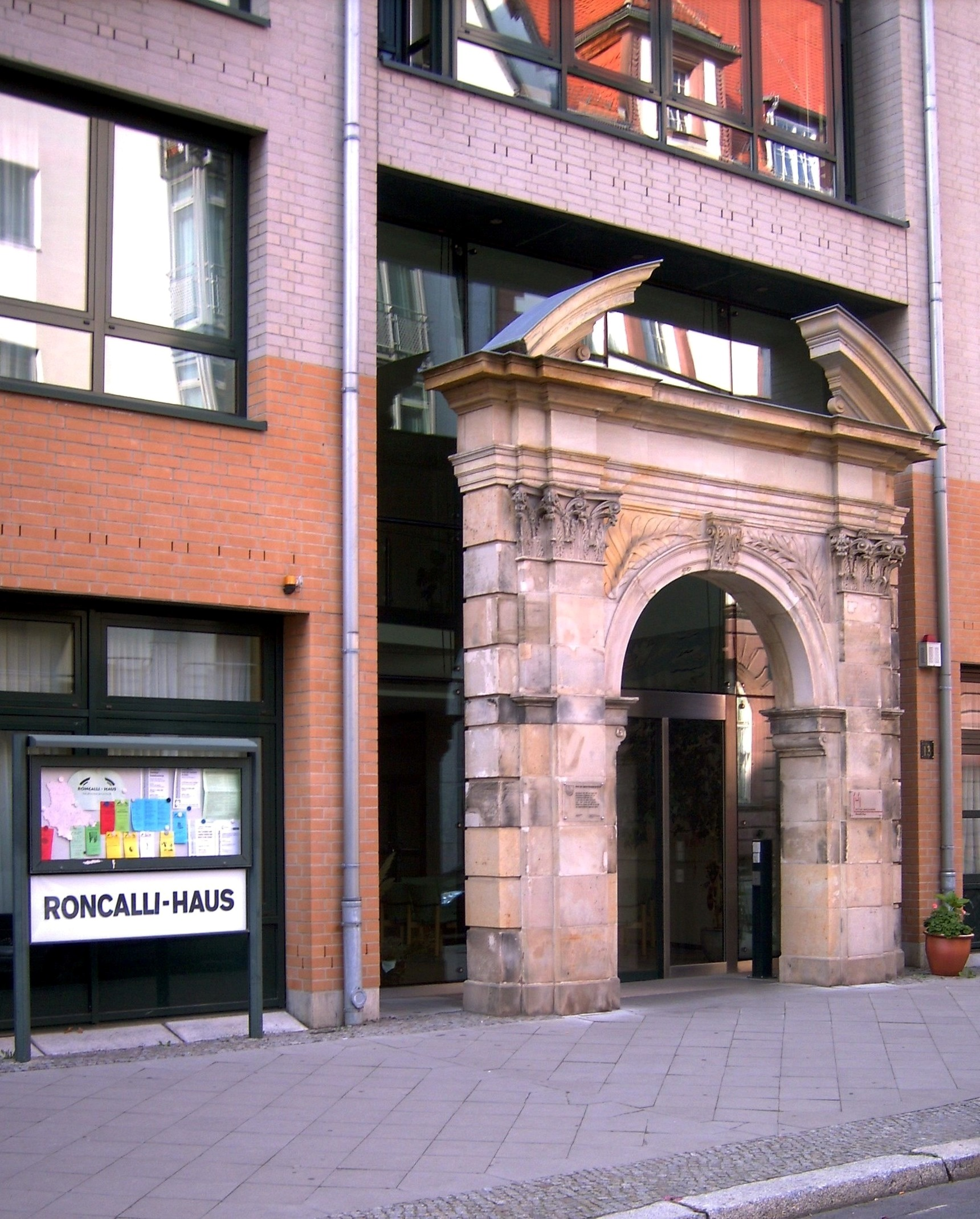
Eingangsportal des Roncallihauses

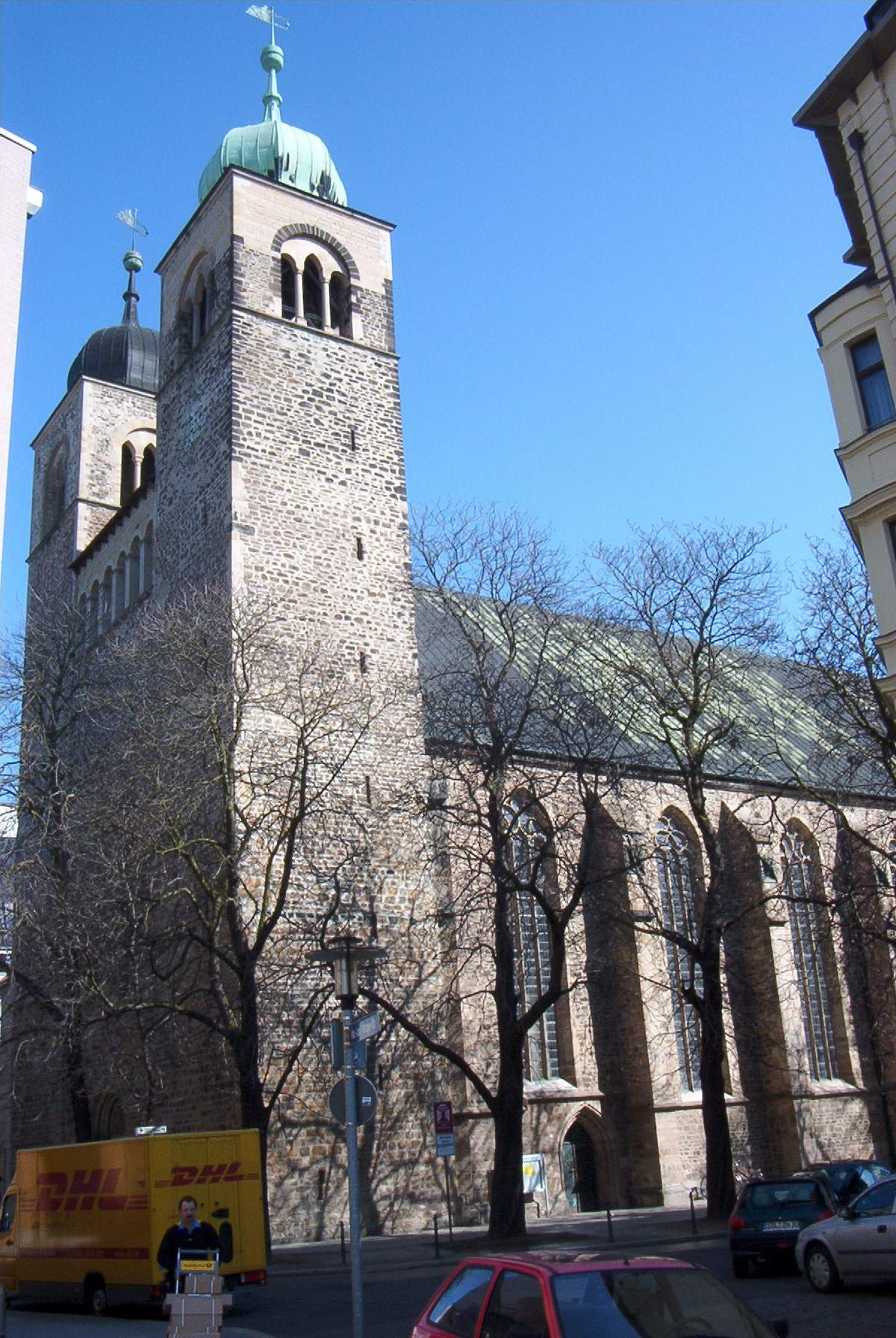
Sankt-Sebastian-Kirche

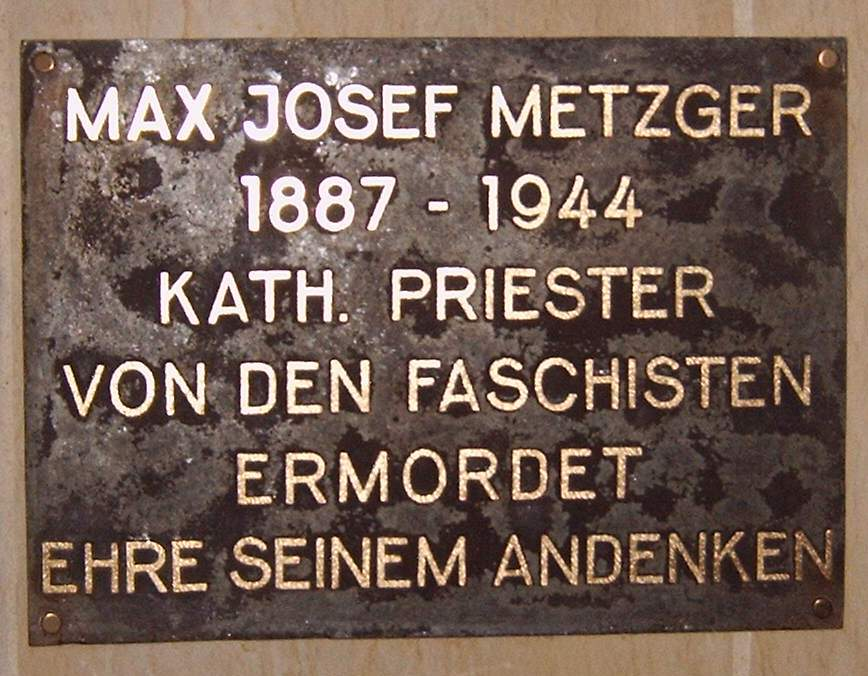
Gedenktafel für Max Josef Metzger

Max-Josef-Metzger-Straße; Stadtteil Altstadt; PLZ 39104
Vormals:
1.Auf dem Brande (nördlicher Teil) vor 1834
Prälatenstraße (mittlerer Teil)
Roßstraße (südlicher Teil) vor 1834
2.Prälatenstraße (bis zum 30. Juni 1975)
Heute:
Prälatenstraße (nördlicher Teil der Max-Josef-Metzger-Straße, seit dem 12. Mai 2005)
Benannt nach dem katholischen Theologen, Esperanto-Sprecher und Widerstandskämpfer Max Josef Metzger. Die Umbenennung von Prälatenstraße in Max-Josef-Metzger-Straße erfolgte am 30. Juni 1975 auf Antrag des Stadtvorstandes der Blockpartei CDU. Die Umbenennung stieß auf Kritik, da damit in der schwer kriegszerstörten Magdeburger Innenstadt ein weiterer historischer Name verloren ging. Einen direkten Bezug Metzgers zu Magdeburg gibt es nicht. Im Jahr 2004 beantragte die Ratsfraktion von Bündnis 90/Die Grünen die Rückbenennung eines derzeit unbewohnten Teilstücks der Max-Josef-Metzger-Straße in Prälatenstraße, um so die Ehrung Metzgers und die Interessen der Stadtgeschichte gleichermaßen zu berücksichtigen. Mit Beschluss vom 12. Mai 2005 beschloss der Stadtrat die Rückbenennung des nördlichen Teilstücks, welches nun wieder Prälatenstraße heißt.
Institutionen, Bauwerke, Denkmäler:
- Haus Nr. 13, Roncallihaus, erbaut 1996 (benannt nach Angelo Giuseppe Roncalli). Die Vorderfront des Gebäudes beinhaltet ein Barocktor der ehemaligen deutsch-reformierten Pauluskirche.
- Sankt-Sebastian-Kirche, Bischofskirche des Bistums Magdeburg der Katholischen Kirche, erbaut ab 1169, sowie im 14. und 15. Jahrhundert.
- Gedenktafel für Max Josef Metzger

Max-Otten-Straße; Stadtteil Altstadt; PLZ 39104
Vormals:
- Knochenhauerstraße (Nördlicher Teil zwischen Dreiengelstraße und Schrotdorfertor) (seit 1685)
- Kutschenführerstraße (Nördlicher Teil zwischen Dreiengelstraße und Schrotdorfertor)
- Kutscherstraße (Nördlicher Teil zwischen Dreiengelstraße und Schrotdorfertor)
- Marstallstraße

Diese Straße wurde nach dem in Magdeburg tätigen Arzt Max Otten benannt.
Institutionen, Bauwerke, Denkmäler:
- Haus Nr. 11 - 15, Krankenhaus Altstadt, eröffnet 1817, bestehende Gebäude erbaut ab 1890.

Maxim-Gorki-Straße; Stadtteil Stadtfeld Ost; PLZ 39108
Benannt nach den 1936 verstorbenen russischen Schriftsteller Maxim Gorki.
Institutionen, Bauwerke, Denkmäler:
- Haus Nr. 10-14, Wohn- und Geschäftshaus, auf dem Gelände des alten Stadtbades in Stahlbeton-Skelettbauweise errichteter Komplex, erbaut 1995 bis 1997

ehemalige Institutionen, Bauwerke, Denkmäler:
- Stadtbad Magdeburg, denkmalgeschütztes Hallenbad, erbaut 1919, abgerissen 1995

Maybachstraße; Stadtteil Altstadt; PLZ 39104
Vormals: Neue Wallstraße (bis 1920)
Heute: (nördlicher Teil) Konrad-Adenauer-Platz
Diese Straße wurde 1920 auf Vorschlag der Reichsbahn nach dem preußischen Politiker und für das Eisenbahnwesen zuständigen Minister Albert von Maybach benannt. Die Straße war ursprünglich einmal eine Privatstraße der Deutschen Reichsbahn mit der Bezeichnung Neue Wallstraße. Die 1921 in der Presse mitgeteilte Neubenennung sollte Verwechslungen mit der Wallstraße vermeiden. Außerdem war durch die Unterbringung von mehr als 200 Flüchtlingsfamilien die Adressierung des Bereichs bedeutender geworden.
Mechthildstraße; Stadtteil Neustädter Feld; PLZ 39128
Vormals: Reinhold-Huhn-Straße
Die Straße ist nun nach der Mystikerin Mechthild von Magdeburg benannt.
Mehringstraße; Stadtteil Cracau; PLZ 39114
Diese Straße wurde nach dem sozialdemokratischen deutschen Politiker und Publizisten Franz Mehring benannt.
Meininger Weg; Stadtteil Westerhüsen; PLZ 39122
Benannt nach der südthüringischen Kreis- und Theaterstadt Meiningen.
Meisenstieg; Stadtteil Stadtfeld West; PLZ 39110
Die Straße wurde nach der Familie der Singvögel Meisen benannt.
Meitzendorfer Straße; Stadtteil Rothensee; PLZ 39126
Benannt nach dem westlich von Barleben in Sachsen-Anhalt gelegenen Dorf Meitzendorf.
Melanchthonstraße; Stadtteil Sudenburg; PLZ 39112
Die Straße erhielt 1899 den Namen des Reformators Philipp Melanchthon. In diesem Stadtgebiet sind mehrere Straßen mit Begriffen der Reformation benannt (Luther, Amsdorf, Worms).
Melissenweg; Stadtteil Ottersleben; PLZ 39116
Benannt nach den Melissen, deren bekannteste Art die Zitronenmelisse ist.
Mellinstraße; Stadtteil Stadtfeld West; PLZ 39110
Die Straße wurde 1938 zu Ehren des Architekten und Magdeburger Ehrenbürgers Friedrich Albert Immanuel Mellin benannt.
Menzer Straße; Stadtteil Prester; PLZ 39114
Benannt nach dem östlich von Magdeburg in Sachsen-Anhalt gelegenen Dorf Menz.
Merkurweg; Stadtteil Reform; PLZ 39118
Diese Straße ist nach dem Planeten Merkur benannt. Wie viele Straßen in der näheren Umgebung wurde auch sie nach einem Himmelskörper benannt.
Merseburger Straße; Stadtteil Westerhüsen; PLZ 39122
Benannt nach der südlich von Halle (Saale) in Sachsen-Anhalt gelegenen Stadt Merseburg.
Institutionen, Bauwerke, Denkmäler:
- Haus Nr. 4, Wohnhaus, spätklassizistisch, mit Madonnenfigur in der Fassade.

Mertensstraße; Stadtteil Fermersleben; PLZ 39122
 ?
Meseberger Weg; Stadtteil Neustädter Feld; PLZ 39128
Benannt nach dem westlich von Wolmirstedt gelegenen Dorf Meseberg.
Metzer Straße; Stadtteil Salbke; PLZ 39122
Heute: Blumenberger Straße
Diese Straße war nach der in Lothringen gelegenen, heute zu Frankreich gehörenden Stadt Metz benannt. In der Zeit der DDR wurde sie umbenannt. Namen von Orten, aus denen die deutsche Bevölkerung nach dem Zweiten Weltkrieg vertrieben worden war oder die wie Metz nicht mehr zu Deutschland gehörten, sollten nicht mehr erscheinen.
Meyendorfer Weg; Stadtteil Diesdorf; PLZ 39110
Vormals: Camin-Privatweg (bis 1938)
Diese Straße wurde nach dem nordwestlich vom Zuckerdorf Klein Wanzleben in Sachsen-Anhalt gelegenen Dorf Meyendorf benannt.
Michael-Lotter-Straße; Stadtteil Stadtfeld Ost; PLZ 39108
Benannt nach dem während der Reformation in Magdeburg tätigen Buchdrucker Michael Lotter.
Milchstraße; Stadtteil Reform; PLZ 39118
Die Bezeichnung geht auf die bandförmige Aufhellung am Nachthimmel, die Milchstraße, zurück, in der sich dem Betrachter auf der Erde die Heimatgalaxie der Erde darstellt. Die Benennung ist etwas ungewöhnlich. Die benachbarten Straßen, die ebenfalls nach Begriffen der Astronomie bezeichnet sind, tragen neben dem astronomischen Namen jeweils die Bezeichnung weg (Merkurweg). Da die Benennung als Milchstraßenweg wohl merkwürdig erschien, wurde der Begriff "Weg" weggelassen, wodurch sich nun die Milchstraße in Magdeburg befindet.
Milchweg; Stadtteil Neustädter Feld; PLZ 39128
 ? Vermutlich wurde diese Straße so benannt, da in unmittelbarer Nähe sich eine Molkerei befand und sich bis heute noch befindet.
Mindenstraße; Altstadt; PLZ 39104
Umbenennung des nördlichen Teils der Brandenburger Straße von Stresemannstraße bis Virchowstraße. Die Umbenennung erfolgte am 25. Januar 2018. Bis 1873 hieß die Brandenburger Straße, die zwischen den damaligen Straßen Alte Ulrichsstraße und Porse Straße verlief, schon einmal Mindenstraße. Der Name leitet sich von der Bastion Minden als Bestandteil der Festung Magdeburg ab.
Mirabellenweg; Stadtteil Ottersleben; PLZ 39116
Benannt nach der Unterart der Pflaume Mirabelle. Die Benennung erfolgte am 11. März 2004 und orientierte sich an schon benannten benachbarten Straßen, deren Benennungen sich auf Obstarten bezogen.
Mittagstraße; Stadtteil Alt Olvenstedt; PLZ 39130
Heute:?
 ?
Mittagstraße; Stadtteil Neue Neustadt; PLZ 39124
Benannt nach der Tageszeit Mittag. In der Nachbarschaft befinden sich noch die Abendstraße und die Morgenstraße. Früher gab es auch noch die Mitternachtsstraße. Diese vier Straßen umschlossen den im 19. Jahrhundert neu geplanten und erbauten Ort Neue Neustadt, wobei jede dieser Straßen nach der entsprechenden Himmelsrichtung benannt wurde. Die Mittagstraße lag im Süden und erhielt daher ihre Bezeichnung.
Bekannte Personen, die hier lebten:
- Karl Rosenthal; von 1811 bis 1846 Bürgermeister von Neustadt, wohnte zumindest 1823 in der Nr. 397. Die Häuser in Neustadt waren noch durchnummeriert. Die 397 gehörte zur heutigen Mittagstraße und befand sich auf der südlichen Straßenseite, etwa in Höhe der Verlängerung der Abendstraße.

Mittagstraße; Stadtteil Ottersleben; PLZ 39116
Heute: Königstraße
 ?
Mittelstraße; Stadtteil Alt Olvenstedt; PLZ 39130
Heute:?
 ?
Mittelstraße; Stadtteil Beyendorf-Sohlen; PLZ 39122
Heute: Sohlener Mittelstraße
Die Straße verläuft in der Ortsmitte der zum Stadtteil Beyendorf-Sohlen gehörenden Ortschaft Sohlen und trägt daher ihre Bezeichnung. Die Bezeichnung Sohlener wurde nach der Eingemeindung Beyendorf-Sohlens hinzugesetzt, um eine Verwechslung mit einer im Stadtgebiet bereits bestehenden gleichnamigen Straße zu vermeiden.
Mittelstraße; Stadtteil Diesdorf; PLZ 39110
Heute:?
 ?
Mittelstraße; Stadtteil Neue Neustadt; PLZ 39124
Heute: Colbitzer Straße
 ?
Mittelstraße; Stadtteil Ottersleben; PLZ 39116
Heute: Am Brunnen
Dieser ursprüngliche Name der Straße dürfte auf ihre mittige Lage zwischen den heutigen Straßen Alt Benneckenbeck und Schwanstraße in der Ortsmitte von Benneckenbeck zurückgehen. Vermutlich nach der Eingemeindung Otterslebens nach Magdeburg wurde sie umbenannt, um die doppelte Vergabe von Straßennamen innerhalb der Stadt zu vermeiden.
Mittelstraße; Stadtteil Werder; PLZ 39114
Der Name der Straße dürfte auf die räumliche Lage in der Mitte des auf einer Insel in der Elbe gelegenen Stadtteils Werder herrühren.
Institutionen, Bauwerke, Denkmäler:
- Haus Nr. 10 - 11b, Elbzentrum, Wohn- und Geschäftskomplex, erbaut 1996.

ehemalige Institutionen, Bauwerke, Denkmäler:
- Haus Nr. 16 - 18, Viktoriatheater, aus Hol errichtetes Theatergebäude bestand hier von 1860 bis 1930.

Mittelweg; Stadtteil Alt Olvenstedt; PLZ 39130
 ?
Mittelweg; Stadtteil Neustädter Feld; PLZ 39128
Später: Kameruner Weg
Heute: Burgstaller Weg
Dieser ursprüngliche Name der Straße dürfte auf der Lage des Wegs inmitten von Gartensparten zwischen Lerchenwuhne und Milchweg beruhen.
Mitternachtsstraße; Stadtteil Neue Neustadt; PLZ 39124
Heute:
(westlicher Teil):*Hundisburger Straße
(östlicher Teil):*Kastanienstraße
Benannt nach der Tageszeit Mitternacht. In der Nachbarschaft befanden sich noch die Abendstraße, Mittagstraße und Morgenstraße. Diese vier Straßen umschlossen den im 19. Jahrhundert neu geplanten und erbauten Ort Neue Neustadt, wobei jede dieser Straßen nach der entsprechenden Himmelsrichtung benannt wurde. Die Mitternachtsstraße lag im Norden und erhielt daher ihre Bezeichnung.
Möckerner Straße; Stadtteil Cracau; PLZ 39114
Benannt nach der östlich von Magdeburg in Sachsen-Anhalt gelegenen Stadt Möckern.
Mohnweg; Stadtteil Nordwest; PLZ 39128
Vormals: Schneiderstraße
Die Straßenbezeichnung geht auf die Pflanzengattung Mohn zurück. Wie einige benachbarten Straßen (zum Beispiel Flachsbreite und Rapsbreite) wurde sie nach einer Nutzpflanze benannt.
Moldenstraße; Stadtteil Alte Neustadt; PLZ 39106
Zwischen 1956 und 1958 wurde die im Zweiten Weltkrieg beschädigte Straßenbebauung durch Arbeiterwohnungsbaugenossenschaften in viergeschossiger Bauweise mit Steildach neu errichtet.
Bekannte Personen, die hier lebten:
Geburtshaus von Erich Ollenhauer (* 27. März 1901 in Magdeburg; † 14. Dezember 1963 in Bonn) war von 1952 bis 1963 SPD-Parteivorsitzender und Fraktionsvorsitzender der SPD im Deutschen Bundestag.
Moltkestraße; Stadtteil Altstadt; PLZ 39104
Heute: Keplerstraße
Diese Straße war nach dem preußischen Generalfeldmarschall Helmuth Karl Bernhard Graf von Moltke benannt.
Monzstraße; Stadtteil Nordwest; PLZ 39128
Heute: Kischstraße
Wie viele Straßen in der Umgebung war diese Straße nach einem Piloten der Firma Junkers & Co. benannt. Diese Straße erinnerte an den 1921 tödlich verunglückten Emil Monz.
Moosgrund; Stadtteil Neu Olvenstedt; PLZ 39130
Benannt nach der ca. 26 000 Arten umfassenden Abteilung der Pflanzen Moose.
Morgenrot-Privatweg; Stadtteil Berliner Chaussee; PLZ 39114
 ?
Morgenstraße; Stadtteil Alt Olvenstedt; PLZ 39130
Heute:?
 ?
Morgenstraße; Stadtteil Neue Neustadt; PLZ 39124
Benannt nach der Tageszeit Morgen. In der Nachbarschaft befinden sich noch die Abendstraße und die Mittagstraße. Früher gab es auch noch die Mitternachtsstraße. Diese vier Straßen umschlossen den im 19. Jahrhundert neu geplanten und erbauten Ort Hironymusstadt, die spätere Neue Neustadt, wobei jede dieser Straßen nach der entsprechenden Himmelsrichtung benannt wurde. Die Morgenstraße lag im Osten (Sonnenaufgang) und erhielt daher ihre Bezeichnung.
Morgenstraße; Stadtteil Sudenburg; PLZ 39112
Heute: Rottersdorfer Straße
 ?
Morgenstraße; Stadtteil Ottersleben; PLZ 39116
Heute: Schäferbreite
 ?
Mörikestraße; Stadtteil Herrenkrug; PLZ 39114
Diese Straße wurde nach dem 1875 verstorbenen deutschen Schriftsteller Eduard Mörike benannt.
Moritzplatz; Stadtteil Neue Neustadt; PLZ 39124
Vormals: Kleiner Marktplatz
Der Name des Platzes dürfte an den erfolgreichen niederländischen Feldherren Moritz von Oranien erinnern.
Moritzstraße; Stadtteil Neue Neustadt; PLZ 39124
Vormals: Große Marktstraße
Der Name der Straße dürfte an den erfolgreichen niederländischen Feldherren Moritz von Oranien erinnern.
Moselstraße; Stadtteil Alte Neustadt; PLZ 39106
Diese Straße dürfte nach dem bei Koblenz in den Rhein mündenden Fluss Mosel benannt sein.
Motzstraße; Stadtteil Stadtfeld Ost; PLZ 39108
Die Straße ist nach dem preußischen Staatsmann, Oberpräsident der Provinz Sachsen und Regierungspräsident von Magdeburg Friedrich von Motz benannt.
Möwenweg; Stadtteil Cracau; PLZ 39114
Die Straße wurde nach der Familie der Vögel Möwen benannt.
Mozartstraße; Stadtteil Alte Neustadt; PLZ 39106
Die Benennung der Straße erinnert an den bekannten Komponisten Wolfgang Amadeus Mozart.
Mühlberg; Stadtteil Buckau; PLZ 39104
Die Bezeichnung der Straße geht auf eine Windmühle zurück, die sich auf dem etwas erhöht gelegenen Gelände an der Straße befand. Verbürgt ist der Bestand der Mühle zumindest seit 1775. Die Mühle befand sich im Eigentum des Klosters Berge und wurde verpachtet. Nachdem das Kloster aufgehoben wurde, erwarb ein Müller Skerl die Mühle. Es bürgerte sich die Bezeichnung Skerlsche Windmühle ein. Die spätere Adresse des Mühlengrundstücks war die Schönebecker Straße 2–3. 1839 brannte die Mühle ab, wurde jedoch wieder aufgebaut. Im Jahr 1857 wurde die Mühle durch einen Müller Wilhelm abgerissen.
Mühlenfeld-Privatweg; Stadtteil Prester; PLZ 39114
Diese Straße entstand als Stichstraße von der Straße Am Mühlenfeld zur Erschließung von Baugrundstücken. Da seitens der Bauherren und der örtlichen Arbeitsgemeinschaft für Gemeinwesenarbeit keine Vorschläge für eine Benennung eingingen, schlug die Stadtverwaltung in Anlehnung an die benachbarte Straße den Namen Mühlenfeld-Privatweg vor. Die Bezeichnung als Privatweg wurde gewählt, da die Straßenbaulast bei den Anliegern verbleiben soll. Der Beschluss des Stadtrates zur Benennung erfolgte am 7. September 2006.
Mühlenstraße; Stadtteil Alt Olvenstedt; PLZ 39130
Heute:
 ?
Mühlenstraße; Stadtteil Altstadt; PLZ 39104
Vormals: Kleine Storchstraße
Ungefähr an der Stelle der heutigen Mühlenstraße befand sich bis zum Ende des Zweiten Weltkrieges die Kleine Storchstraße. Durch den sich nicht an die historisch gewachsene Stadtstruktur haltenden Wiederaufbau der Stadt nach den Kriegszerstörungen verschwanden viele der kleinen Straßen der Altstadt. So auch die in unmittelbarer Nachbarschaft etwas weiter südlich gelegenen Straßen Große Mühlenstraße und Kleine Mühlenstraße. In Erinnerung an diese Straßen erhielt die neuerrichtete Straße den Namen Mühlenstraße. Die alten Straßen trugen den Namen nach dem Grundstück Große Mühlenstraße 1–3, welches Zur Windmühle hieß. Es ist anzunehmen, dass im Mittelalter, als dieser Teil der Stadt sich noch vor der Stadtmauer befand, hier eine Windmühle stand.
Mühlenstraße; Stadtteil Diesdorf; PLZ 39110
Heute: Am Holländer (ab 1926)
Der Name der Straße geht auf eine Holländerwindmühle zurück. Diese befand sich am Ende der Straße, wohl auf der nördlichen Seite. Auf einer um das Jahr 1700 entstandenen Ansicht Diesdorfs ist diese Mühle bereits verzeichnet. Im Zuge der Eingemeindung Diesdorfs nach Magdeburg wurde die Straße umbenannt, um die Vergabe doppelter Straßennamen in der Stadt zu vermeiden.
Mühlenweg; Stadtteil Beyendorf-Sohlen; PLZ 39122
Heute: Sohlener Mühlenstraße
Die Bezeichnung Sohlener wurde nach der Eingemeindung Beyendorf-Sohlens hinzugesetzt, um eine Verwechslung mit einer im Stadtgebiet bereits bestehenden gleichnamigen Straße zu vermeiden.
Mühlenweg; Stadtteil Ottersleben; PLZ 39116
Heute: Müllergasse
Der Name der Straße ging vermutlich auf eine Windmühle zurück, die sich in der Nähe befunden haben soll.
Mühlenweg; Stadtteil Westerhüsen; PLZ 39122
Heute: Bahnstraße
Die ursprüngliche Bezeichnung Mühlenweg ging auf Windmühlen zurück, zu denen die Straße führte. Nach der Anlage einer parallel zur Straße verlaufenden Eisenbahnstrecke wurde die Straße noch vor der 1910 erfolgten Eingemeindung Westerhüsens nach Magdeburg umbenannt.
Mühlhauser Straße; Stadtteil Westerhüsen; PLZ 39122
Diese Straße wurde nach der im westlichen Thüringen gelegenen Stadt Mühlhausen benannt. Mehrere Straßen in der Nachbarschaft tragen Namen nach Orten in Thüringen.
Mühlinger Straße; Stadtteil Fermersleben; PLZ 39122
Benannt nach den südlich von Schönebeck (Elbe) gelegenen Orten Groß Mühlingen und Kleinmühlingen. Mehrere Straßen der Nachbarschaft tragen Ortsnamen aus der Umgebung von Schönebeck.
Mühlweg; Stadtteil Cracau; PLZ 39114
Der Straßenname dürfte darauf zurückzuführen sein, dass diese Straße zu der auf dem Cracauer Mühlenberg befindlichen Windmühle führte. Um 1800 stand die Mühle im Eigentum eines Johann Andreas Brennecke.
Müllerbreite; Stadtteil Randau-Calenberge; PLZ 39114
 ?
Institutionen, Bauwerke, Denkmäler:
- Haus Nr. 16, Bürgerhaus Randau, erbaut 1995

Müllergasse; Stadtteil Ottersleben; PLZ 39116
Vormals: Mühlenweg
Der Name der Straße geht vermutlich auf eine Windmühle zurück, die sich in der Nähe befunden haben soll.
Institutionen, Bauwerke, Denkmäler:
- Haus Nr. 1 - 3, Sankt-Maria-Hilf-Kirche, katholische Kirche, erbaut 1893.

Münchenhofstraße; Stadtteil Neue Neustadt; PLZ 39124
 ?